# Temperaturabhängige Geschlechtsdetermination
Als temperaturabhängige Geschlechtsdetermination, TGD (temperature-dependent sex determination, TSD) wird eine Form der Ausbildung des Geschlechts bei Tieren benannt, die unter anderem bei verschiedenen eierlegenden Reptilien vorkommt, so zum Beispiel bei Schildkröten, Eidechsen und Krokodilen.
Bei der temperaturabhängigen Geschlechtsdetermination wird das Geschlecht des Nachwuchses nicht über Geschlechtschromosomen bestimmt, sondern durch die Temperatur, die während eines arttypisch spezifischen Zeitraumes im Nest herrscht. Diese sogenannte thermosensitive Phase liegt im mittleren Drittel der embryonalen Entwicklung und dauert z. B. bei Schildkrötenarten mit temperaturabhängiger Geschlechtsfixierung und bei konstanten Bruttemperaturen etwa 12–15 Tage. Drei Typen der temperaturabhängigen Geschlechtsdetermination sind bekannt: Typ 1a lässt bei hohen Temperaturen Weibchen, bei niedrigen Männchen entstehen; Typ 1b bei hohen Temperaturen Männchen und bei niedrigen Temperaturen Weibchen; bei Typ 2 begünstigen niedrige und hohe Temperaturen Weibchen, mittlere Temperaturen hingegen Männchen. Über die geschlechtsbestimmenden Temperaturen entscheidet meist die Bauart des Nestes, das bei vielen Krokodilen etwa aus gärenden Pflanzen erbaut wird, sowie bei vergrabenen Eiern die Tiefe, in der die Eiablage stattfand.
Das verantwortliche Enzym für die temperaturabhängige Geschlechtsdetermination ist die Aromatase. Sie wandelt das männliche Geschlechtshormon Testosteron in das weibliche Geschlechtshormon Östrogen um. Die Aktivität der Aromatase nimmt mit steigender Temperatur zu. Bei höheren Temperaturen entsteht z. B. bei Schildkröten somit eher ein weiblicher Geschlechtsphänotyp, bei niedrigen eher ein männlicher. Bei Alligatoren verhält es sich jedoch umgekehrt. Werden bei diesen Tieren die Eier in der 2. oder 3. Woche hohen Temperaturen ausgesetzt (um 34 °C), entwickeln sich Männchen, bei nur ca. 30 °C entwickeln sich hingegen Weibchen.
Verbreitet ist TGD auch bei Fischen, wo neben der Temperatur auch wasserchemische Faktoren oder Stress an der Geschlechtsausprägung beteiligt sein können.